# Les Résolutions de Bout de Zan
Les Résolutions de Bout de Zan est un film muet français réalisé par Louis Feuillade et sorti en 1914.

## Fiche technique
- Réalisation : Louis Feuillade
- Société de production : Société des Etablissements L. Gaumont
- Format : Muet - Noir et blanc  - 1,33:1 - 35 mm
- Métrage : 82 mètres
- Genre : Comédie
- Date de sortie : 
  - France : mai 1914

## Distribution
- René Poyen : Bout de Zan